# Brooklyn, New South Wales

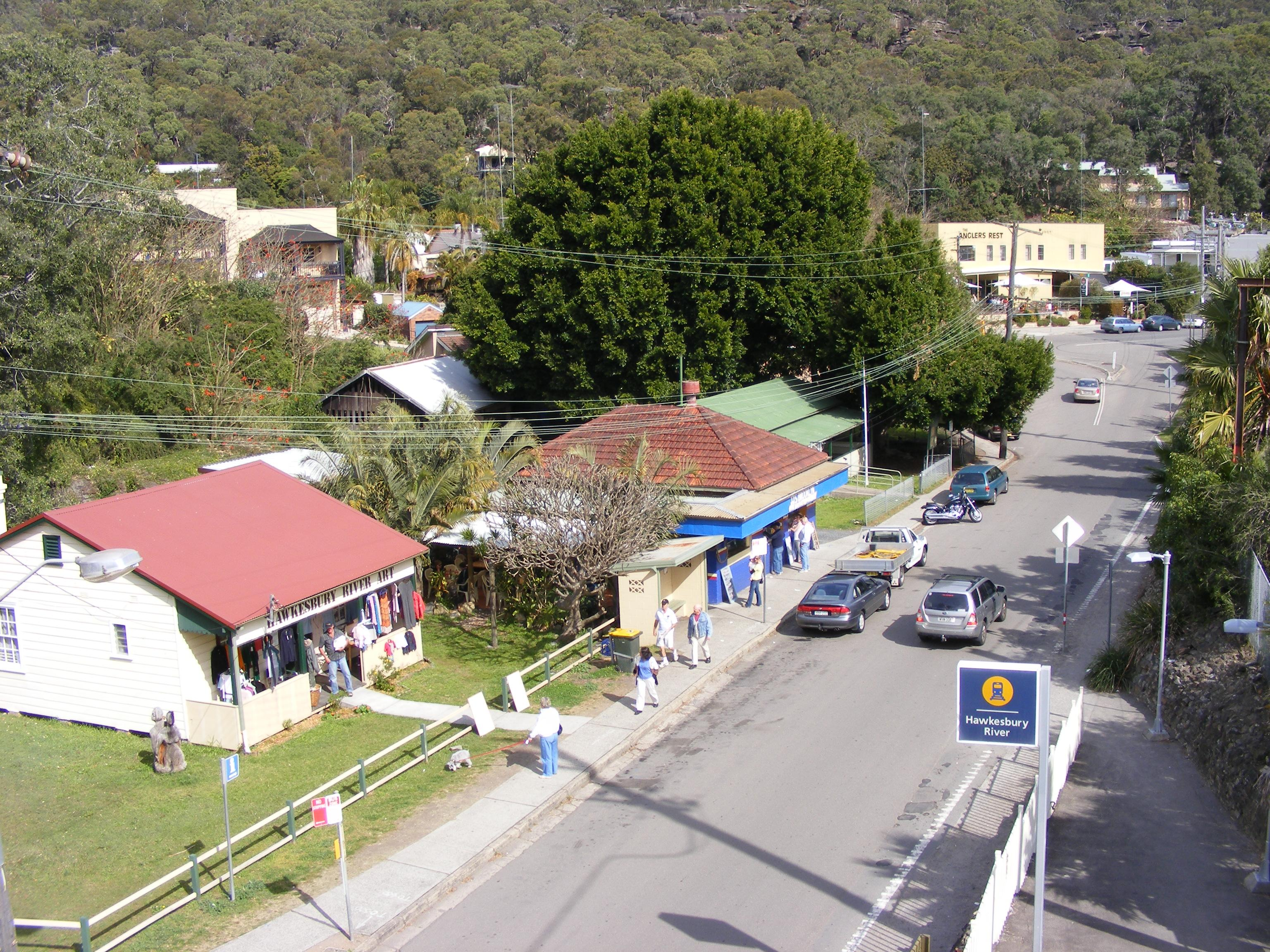
Brooklyn, Sydney

Brooklyn este o suburbie în Sydney, Australia.

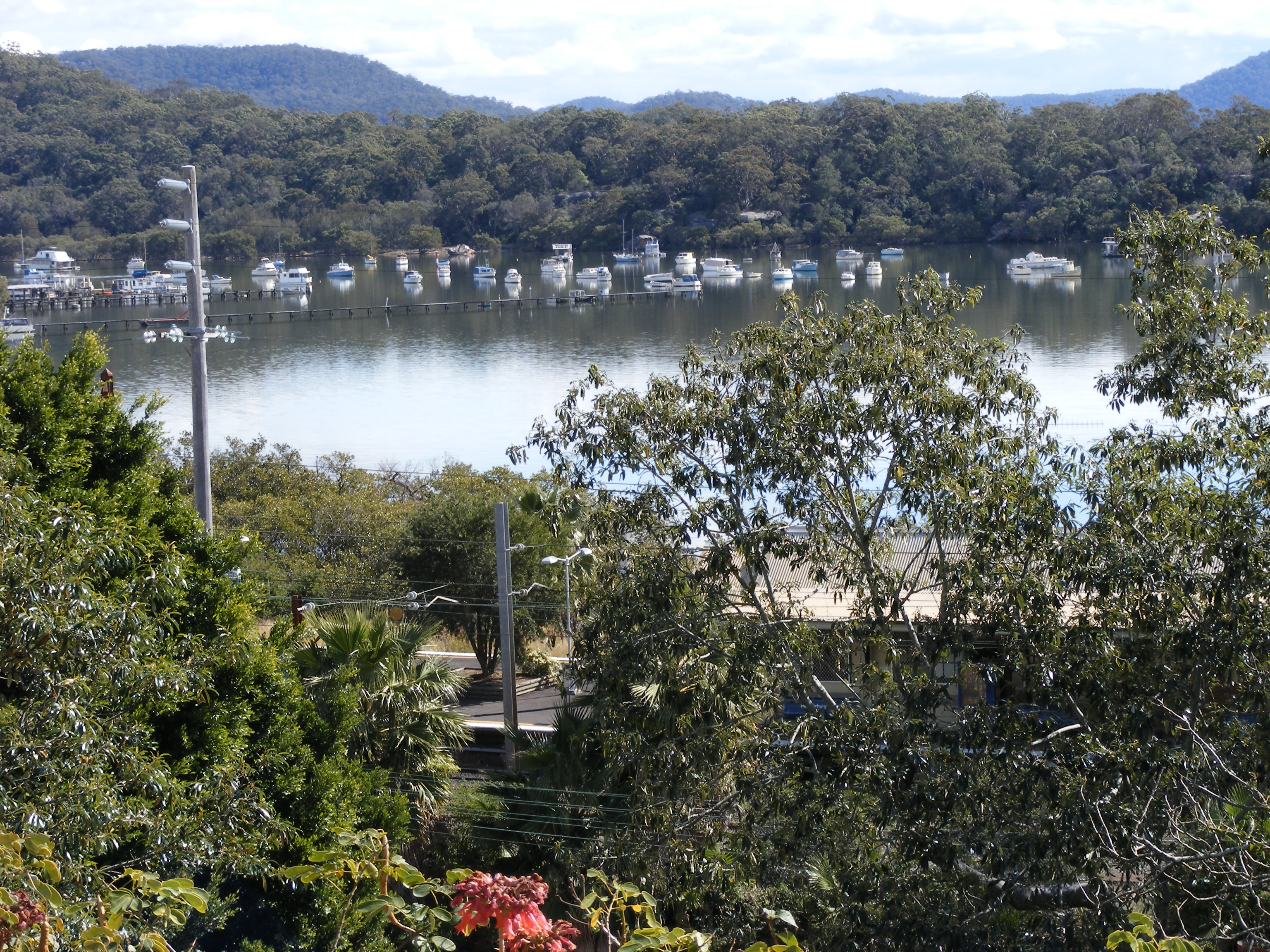